# Abraham Duquesne
Abraham Duquesne (ur. 1610 w Dieppe, zm. 2 lutego 1688) – dowódca francuskiej marynarki wojennej, służył również w szwedzkiej marynarce wojennej, markiz.
Urodził się w porcie Dieppe we Francji w 1610 lub 1604. Był synem oficera marynarki wojennej i stąd sam stał się żeglarzem, spędzając swoje wczesne lata w marynarce handlowej.

## Służba we francuskiej marynarce wojennej
W 1636 został powołany do służby w eskadrze "Neptune". W maju 1637 zdobył pewną sławę za zdobycie na Hiszpanach wysp Leryńskich. W tym czasie, w walkach z Hiszpanami, zginął jego ojciec, co jeszcze zwiększyło jego nienawiść do nich, skłaniając go do rewanżu. Pobił ich pod Guetarią w 1638, podczas ekspedycji do Coruny w 1639, oraz w bitwach pod Tarragoną w 1641, Barceloną i Cabo de Gata.

## Służba w szwedzkiej marynarce wojennej
W 1643 Duquesne przeszedł do szwedzkiej służby. Po stronie Szwedów walczył z duńską flotą w bitwie w Zatoce Kilońskiej na fregacie "Regina", uzbrojonej w 34 działa.
Później wziął udział w bitwie pod Fehmarn 13 października 1644. Duńczycy zostali pobici, ich admirał Protazy Mund zginął, a okręt flagowy został zdobyty przez flotę szwedzko-holenderską. Po zawarciu pokoju duńsko-szwedzkiego w 1645 Duquesne wrócił do Francji.

## Powrót do francuskiej służby
W 1650, podczas wybuchu Frondy, Duquesne stłumił rewoltę w Bordeaux (która była materialnie wspierana przez znienawidzonych przez niego Hiszpanów). Jeszcze w tym samym roku utworzył własnym kosztem eskadrę, z którą zablokował miasto Gironde, zmuszając je do kapitulacji. Rezultatem tego był awans Duquesne'a na dowódcę nowej francuskiej floty, otrzymanie zamku oraz nadanie w postaci całej wyspy Indre. Francja i Hiszpania zawarły pokój w 1659, a Duquesne zajął się walką z piratami na Morzu Śródziemnym. Wyróżnił się podczas wojny Francji z koalicją, walcząc jako zastępca dowódcy floty francuskiej w bitwie pod Solebay, a później wspierał antyhiszpańskich powstańców w Messynie, walcząc z admirałem de Ruyterem, który dowodził połączoną flotą holendersko-hiszpańską. Walczył z połączoną flotą holendersko-hiszpańską w bitwie pod Stromboli i w bitwie pod Augustą, gdzie de Ruyter został śmiertelnie ranny. Dnia 2 czerwca był zastępcą dowódcy francuskiej floty, która pod wodzą hrabiego Vivonne zaatakowała częściowo zniszczoną flotę hiszpańsko-holenderską w bitwie pod Palermo, która zabezpieczyła francuskie panowanie na Morzu Śródziemnym. Za swe osiągnięcia otrzymał osobisty list od króla Ludwika XIV, a w 1681 otrzymał tytuł markiza razem z posiadłością Bouchet, i to pomimo tego, że był protestantem.
W 1681 Duquesne zwalczał także piratów berberyjskich, a także bombardował Algier pomiędzy 1682 a 1683, by pomóc chrześcijańskim jeńcom, bombardował również Genuę w 1684.

## Ostatnie lata
W roku 1684 przeszedł na emeryturę z powodu słabego zdrowia. Dożył do odwołania edyktu nantejskiego w 1685, ale był osobiście chroniony przed skutkami prawnymi tego aktu i nie musiał, jak inni protestanci, udawać się na banicję. Zmarł w Paryżu 2 lutego 1688.